# Fumay
Fumay là một xã trong tỉnh Ardennes, thuộc vùng Grand Est của nước Pháp, có dân số là 4667 người (thời điểm 1999).

## Thông tin nhân khẩu
| 1962  | 1968  | 1975  | 1982  | 1990  | 1999  | 2006  |
| ----- | ----- | ----- | ----- | ----- | ----- | ----- |
| 6.185 | 6.426 | 6.147 | 5.782 | 5.363 | 4.667 | 4.066 |